# Emily McEwan
Emily McEwan, född 15 januari 1979, är en svensk/skotsk sångare och kompositör som bor i Stockholm.

## Egen musik
Emily McEwans debutalbum med egenkomponerad musik, Emily McEwan Highland Fling, släpptes år 2006 och skivan producerades av grammisbelönade producenten Pål Svenre. Musiken är en blandning av jazz, skotsk folkvisa och pop och har jämförts med den av Joni Mitchell, Rickie Lee Jones och Burt Bacharach. Hennes andra album i eget namn, In This Place, släpptes 2010 på skivbolaget Inside Music, även den producerad av Pål Svenre.

## Jazz
Emily McEwan sjunger även skotsk folkmusik och jazz och har gjort konserter med bl.a. Ronnie Gardiner, Gunnar Bergsten, Nisse Sandström och Mathias Algotsson. Hon har även en egen jazztrio och har gett konserter på jazzklubbar runt om i Sverige men även på ett antal jazzfestivaler internationellt så som Stockholm jazzfestival, Edinburgh Jazz Festival och Dubai Jazz Festival. 2015 släpptes jazztrions första skiva med utvalda evergreens. 2016 debuterade hon som soloartist i Japan efter att ha medverkat på ett flertal skivor med Rasmus Faber and the Platina Jazz - anime standards band, främst för den japanska publiken.

## Med Rasmus Faber
I början på 2000-talet påbörjade McEwan samarbetet med producenten, kompositören och DJ:n Rasmus Faber och har sedan dess varit rösten på ett otal Rasmus Faber kompositioner/produktioner. Först ut var Ever After som snabbt blev en megahit runt om i världen. Därefter följde flera andra hits så som Are You Ready, Anything och Never Figure Out. Tillsammans med Rasmus Faber turnerar Emily McEwan regelbundet runt om i Asien med The RAFA Orchestra; Rasmus housemusik med fullt liveband och Platina Jazz Band; Animesånger arrangerade till jazz och framförda av fullt jazzband. Banden har gett konserter i Tokyo, Osaka, Seoul, Jakarta, Bali m.m.

## Annat
McEwan har även skrivit texter till och sjungit på soundtrack till tv-spel av Nintendo/ SEGA, skrivit musik till barnjazzbandet Jazzmys och har medverkat som gästsångare på ett flertal andra artisters skivor så som Svante Thuresson, Tommy Körberg och Douglas Unger.

## Diskografi

### Under eget namn
- 2006 – Highland Fling (EMI/Capitol Music Sweden)

1. Lovesong
2. Waiting for You
3. America
4. All Alone
5. Tell Me Your Secret
6. Flowers Never Bend (with the Rainfall)
7. Hey Lovely
8. Losing the One You Love
9. Don't Apologize
10. Leaving on a Jetplane

- 2010 – In This Place (Inside Music)

1. Turn and Run
2. Never Gonna Call
3. Cold November
4. When You Sleep
5. No Favourite
6. In This Place
7. Leaving on Her Birthday
8. Clear as Day
9. Tell a Lie
10. Rockabye Baby
11. I Told You So

- 2015 – In the wee small hours (HOOB rec.)

1. In the wee small hours
2. Never let me go
3. End of a love affair
4. Turn out the stars
5. Double rainbow
6. Three coins in the fountain
7. Time after time
8. Ae fond kiss

### Med Rasmus Faber
- 2003 – Ever After
- 2008 –  Where We Belong
- 2009 – Platina Jazz vol.1
- 2009 – Never Figure Out
- 2009 – Are You Ready
- 2009 – The RAFA Orchestra Live in Tokyo
- 2010 – Platina Jazz vol.2
- 2012 – The RAFA Orchestra Live at Stockholm Jazz Festival
- 2012 – Platina Jazz vol.3
- 2013 – Platina Jazz vol.4
- 2013 – Indian Summer LP
- 2014 – Platina Jazz Live in Tokyo-Tokyo Express
- 2015 – Platina Jazz vol.5

### Som gäst
- 2005 – Dubbeltrubbel hyllningsskiva till  Olle Adolphson
- 2006 – Leave Me Out med Douglas Unger
- 2007 – Svante Thuresson & Vänner med Svante Thuresson
- 2010 – Friends med Mathias Algotsson Trio
- 2011 – Girls Make the World Go Round med SEGA
- 2013 – Sjung tills du stupar med Tommy Körberg